# Резолюция 80 на Съвета за сигурност на ООН
Резолюция 80 на Съвета за сигурност на ООН е приета с мнозинство на 14 март 1950 г. по повод индо-пакистанския спор за областта Кашмир.
Като взема предвид доклада на Комисията на ООН за Индия и Пакистан, както и доклада на генерал Андрю Макнотън за резултатите от проведените преговори с представителите на Индия и Пакистан, с Резолюция 80 Съветът за сигурност отбелязва заслугите на правителствата на двете страни за постигане на споразумението за прекратяване на огъня, за демилитаризиране на княжествата Джаму и Кашмир и за определяне на окончателната им съдба съобразно желанието на народа, изразено чрез демократичния метод на свободен и безпристрастен плебисцит. Освен това резолюцията отбелязва в частност заслугите на страните за изпълнение на резолюциите на Комисията на ООН за Индия и Пакистан чрез прекратяването на огъня, влязло в сила на 1 януари 1949 г., чрез установяване на демаркационна линия на 27 юли 1949 г. и чрез съгласието им да приемат флотски адмирал Честър Нимиц за администратор на плебисцита.
По-нататък Резолюция 80 призовава правителствата на Индия и Пакистан незабавно да предприемат необходимите действия за съставяне и изпълнение в срок от 5 месеца след приемането на резолюцията на програма за демилитаризация, съобразена с т. 1 и т. 2 от предложенията на генерал Макнотън.
В параграф 2 на Резолюция 80 Съветът за сигурност решава да назначи Представител на ООН за Индия и Пакистан, който:

a) да съдейства за изготвянето на програмата за демилитаризация, да наблюдава нейното изпълнение от страните и да тълкува споразуменията за демилитаризация, които са договорени между страните;

b) да се постави на разположение на правителствата на Индия и Пакистан и да представя пред тях и Съвета за безопасност съображения, които по негово мнение биха допринесли за бързото и сигурно разрешаване на спора между двете правителства отнасящ се до княжествата Джаму и Кашмир;

c) да изпълнява всички пълномощия и задължения, предоставени на Комисията на ООН за Индия и Пакистан по силата на резолюциите на Съвета за сигурност и по силата на договореностите между страните в спора, изложени в резолюциите на Комисията на ООН за Индия и Пакистан от 13 август 1948 и 5 януари 1949 г.;

d) в подходящия етап от демилитаризацията да предприеме изпълнението на съответните мероприятия, които да помогнат на администратора на плебисцита да поеме върху себе си изпълнението на функциите, предвидени за него съгласно споразуменията между страните;

e) да докладва пред Съвета за сигурност, когато намери за необходимо, и да представя пред него всякакви заключения и предложения, които сметне за необходимо да направи;
Съветът за сигурност призовава страните в конфликта да предприемат всички предпазни мерки за да осигурят по-нататъшното действие на постигнатото споразумение за прекратяване на огъня и да предприемат всички мерки за да осигурят създаването и поддържането на атмосфера, благоприятстваща провеждането на по-нататъшни преговори.
Чрез Резолюция 80 Съветът за сигурност отправя благодарности към членовете на Комисията на ООН за Индия и Пакистан и към генерал Андрю Макнотън за тяхната енергична и плодотворна работа и изразява съгласие, че Комисията на ООН за Индия и Пакистан трябва да прекрати своето съществуване, като това трябва да стане до един месец след като правителствата на Индия и Пакистан информират представителя на ООН, че са съгласни той да поеме функциите и задълженията на Комисията на ООН за Индия и Пакистан, съгласно параграф 2 c) на резолюцията.
Текстът на Резолюция 80 е приет от Съвета за сигурност с мнозинство от 8 гласа „за“, като представителите на Индия и Югославия гласуват „въздържали се“, а съветският представител не присъства на гласуването.